# Calliurichthys scaber
Calliurichthys scaber är en fiskart som först beskrevs av Mcculloch 1926.  Calliurichthys scaber ingår i släktet Calliurichthys och familjen sjökocksfiskar. Inga underarter finns listade.